# گوایتاریلا
گوایتاریلا (انگلیسی: Guaitarilla) نام شهری در کشور کلمبیا است.